# دووژتسه
دووژتسه (به لهستانی:  Dłużyce) یک روستا در لهستان است که در گمینا شچیناوا واقع شده‌است. دووژتسه ۱۱۰ نفر جمعیت دارد.